# Rebekkachromis
Rebekkachromis è un genere estinto di pesci ossei della famiglia dei ciclidi, scoperto nella formazione di Ngorora, nelle Tugen Hills del Kenya. I fossili sono datati al Miocene medio-superiore (circa 11 milioni di anni fa) e rappresentano alcune delle più antiche testimonianze fossili di ciclidi appartenenti alla tribù degli Oreochromini, un clado che include molte specie africane di ciclidi.

## Descrizione
Rebekkachromis si distingue da tutti gli altri ciclidi africani per una combinazione unica di caratteristiche morfologiche. La dentatura orale presenta denti tricuspidati e/o unicuspidati su entrambe le file interne ed esterne. Il preopercolo è dotato di sei pori, tre sul ramo superiore e tre su quello inferiore. L'uroiade è slanciato e privo di proiezione anterodorsale. La dentatura faringea varia da unicuspidata a bicuspidata. Sono presenti uno o due ossi supraneurali. Il numero di vertebre è di circa 30, includendo l’urostilo. I raggi spiniformi della pinna dorsale aumentano progressivamente in lunghezza dal primo all’ultimo. La pinna anale non oltrepassa l’estremità posteriore delle piastre ipurali. Le scaglie sono cicloidi; quelle della gola, del ventre e della nuca risultano molto più piccole rispetto a quelle dei fianchi.

## Tassonomia
Il genere è stato istituito da Kevrekidis, Valtl e Reichenbacher nel 2019. Comprende quattro specie: Rebekkachromis ngororus (la specie tipo), Rebekkachromis kiptalami, Rebekkachromis valyricus e Rebekkachromis vancouveringae.
I fossili di Rebekkachromis rappresentano il più antico record noto per i ciclidi della tribù degli Oreochromini e forniscono importanti informazioni sulla diversificazione evolutiva dei ciclidi nei laghi alcalini dell’Africa orientale durante il Neogene.